# 铺前镇
铺前镇是中华人民共和国海南省文昌市下辖的一个镇。

## 行政区划
铺前镇下辖以下村级行政区划单位：
铺前墟社区、地太村、东坡村、林梧村、隆丰村、美港村、铺港村、铺龙村、铺前村、铺渔村、七岭村和仕后村。